# Gnamptogyia strigalis
Gnamptogyia strigalis är en fjärilsart som beskrevs av Embrik Strand 1912. Gnamptogyia strigalis ingår i släktet Gnamptogyia och familjen nattflyn. Inga underarter finns listade i Catalogue of Life.